# كأس ولي العهد البحريني لكرة القدم 2005
كأس ولي العهد البحريني لكرة القدم 2005 هي النسخة الخامسة من كأس ولي العهد البحريني لكرة القدم وجرت من 10 مايو إلى 16 مايو 2005 بمشاركة الفرق التي احتلت المراكز الأربع الأولى في بطولة دوري الدرجة الأولى لموسم 2004-2005.

## الدور النصف النهائي
| الرفاع                            | 1-2 | الشباب          |
| --------------------------------- | --- | --------------- |
| أحمد مناجد 15' · سلمان عيسى 90+2' |     | محمد الهدار 63' |

| الأهلي                       | 0-2 | المحرق |
| ---------------------------- | --- | ------ |
| جيسي جون 8' · محمود عباس 51' |     |        |

## المباراة النهائية
| الرفاع                                           | 1-3 (ب.و.إ.) | الأهلي                   |
| ------------------------------------------------ | ------------ | ------------------------ |
| حسونة الشيخ 16' · سلمان عيسى 91' · حيدر عبيد 99' |              | جيسي جون 13' (ضربة جزاء) |

## البطل
| كأس ولي العهد البحريني بطل 2005 |
| ------------------------------- |
| الرفاع اللقب الرابع             |